# Sprengelsbjörnbär
Sprengelsbjörnbär (Rubus sprengelii) är en rosväxtart som beskrevs av Carl Ernst August Weihe. Sprengelsbjörnbär ingår i släktet rubusar, och familjen rosväxter. Inga underarter finns listade i Catalogue of Life.

## Bildgalleri

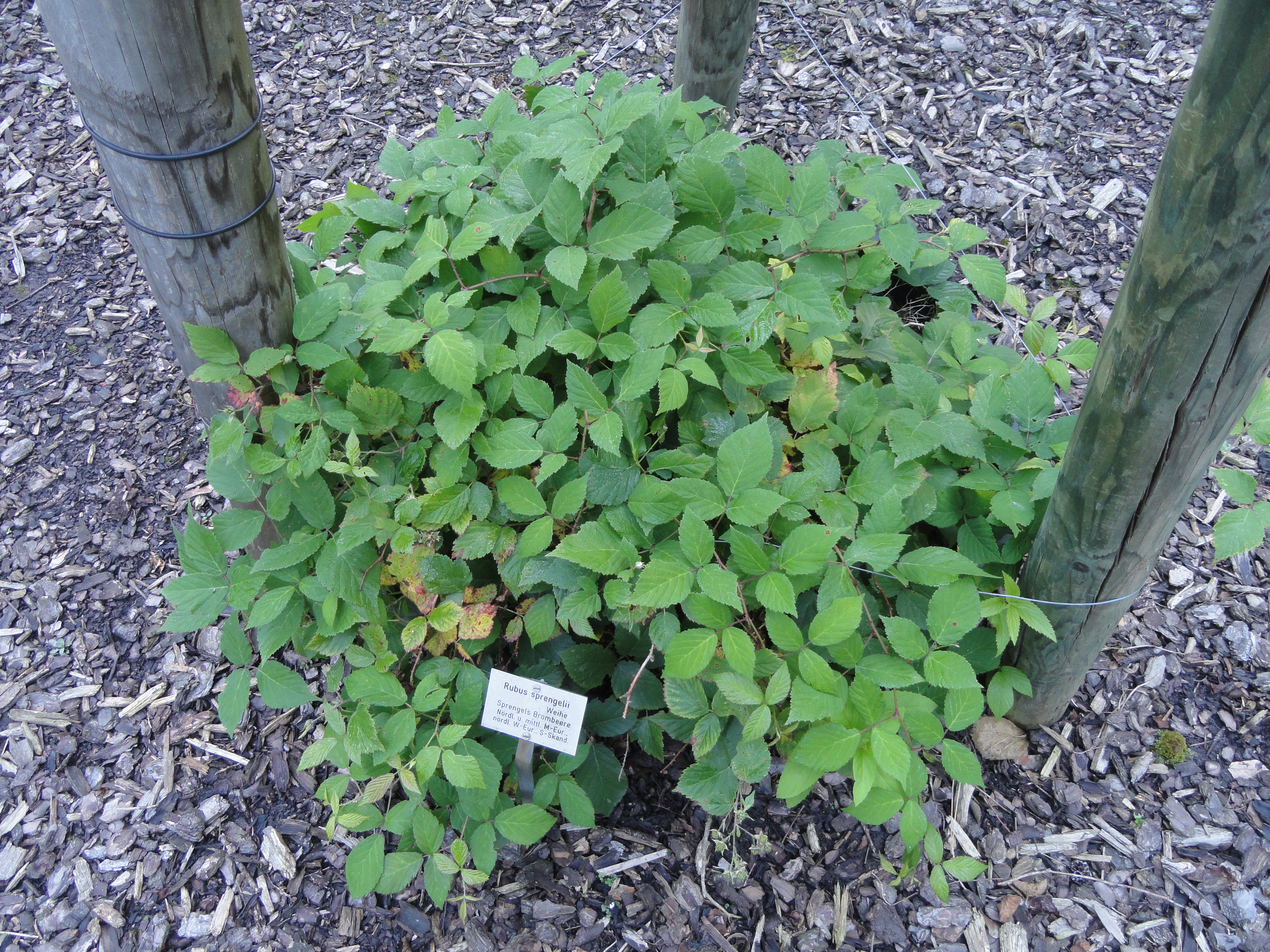